# Kanton Nogent-le-Rotrou
Nogent-le-Rotrou is een kanton van het Franse departement Eure-et-Loir. Het kanton maakt deel uit van het arrondissement Nogent-le-Rotrou.

## Gemeenten
Het kanton Nogent-le-Rotrou omvatte tot 2014 de volgende gemeenten:
- Argenvilliers
- Brunelles
- Champrond-en-Perchet
- La Gaudaine
- Margon
- Nogent-le-Rotrou (hoofdplaats)
- Saint-Jean-Pierre-Fixte
- Souancé-au-Perche
- Trizay-Coutretot-Saint-Serge
- Vichères

Bij de herindeling van de kantons door het decreet van 24 februari 2014, met uitwerking op 22 maart 2015, werden er 23 gemeenten (uit de opgeheven kantons La Loupe en Thiron-Gardais) aan toegevoegd.

Op 1 januari 2019 werden de gemeenten Brunelles, Coudreceau en Margon samengevoegd tot de fusiegemeente (commune nouvelle) Arcisses en de gemeenten Frétigny en Saint-Denis-d'Authou samengevoegd tot de fusiegemeente (commune nouvelle) Saintigny.
Sindsdien omvat het kanton volgende 30 gemeenten : 
- Arcisses
- Argenvilliers
- Belhomert-Guéhouville
- Champrond-en-Gâtine
- Champrond-en-Perchet
- Chassant
- Combres
- Les Corvées-les-Yys
- La Croix-du-Perche
- Fontaine-Simon
- Happonvilliers
- La Gaudaine
- La Loupe
- Manou
- Marolles-les-Buis
- Meaucé
- Montireau
- Montlandon
- Nogent-le-Rotrou
- Nonvilliers-Grandhoux
- Saint-Éliph
- Saint-Jean-Pierre-Fixte
- Saint-Maurice-Saint-Germain
- Saint-Victor-de-Buthon
- Saintigny
- Souancé-au-Perche
- Thiron-Gardais
- Trizay-Coutretot-Saint-Serge
- Vaupillon
- Vichères